# Dyskografia Akona
Dyskografia Akona – amerykańskiego rapera składa się z trzech albumów studyjnych, piętnastu singli oraz trzynastu solowych teledysków dzięki wytwórni Universal Music/Konvict Muzik.

## Albumy studyjne
| Rok  | Album                                                                                             | Pozycje na listach | Pozycje na listach | Pozycje na listach | Pozycje na listach | Pozycje na listach | Pozycje na listach | Pozycje na listach | Pozycje na listach | Pozycje na listach | Pozycje na listach | Pozycje na listach | Sprzedaż i certyfikaty                                                     |
| Rok  | Album                                                                                             | US                 | UK                 | CAN                | AUS                | GER                | SWI                | AUT                | FRA                | NLD                | SWE                | WW                 | Sprzedaż i certyfikaty                                                     |
| ---- | ------------------------------------------------------------------------------------------------- | ------------------ | ------------------ | ------------------ | ------------------ | ------------------ | ------------------ | ------------------ | ------------------ | ------------------ | ------------------ | ------------------ | -------------------------------------------------------------------------- |
| 2004 | Trouble - Pierwszy album studyjny - Data wydania: 29 czerwca 2004 - Format: CD                    | 18                 | 1                  | 26                 | 12                 | 24                 | 31                 | 32                 | 11                 | 36                 | 49                 | 12                 | - Sprzedaż światowa: 3.000.000 - Sprzedaż US: 1.600.000 - RIAA: Platyna    |
| 2006 | Konvicted - Drugi album studyjny - Data wydania: 14 listopada 2006 - Format: CD, digital download | 2                  | 16                 | 4                  | 16                 | –                  | 23                 | –                  | 7                  | 51                 | 41                 | 2                  | - Sprzedaż światowa: 4.000.000 - Sprzedaż US: 2.800.000 - RIAA: 3× Platyna |
| 2008 | Freedom - Trzeci album studyjny - Data wydania: 2 grudnia 2008 - Format: CD, digital download     | 7                  | 21                 | 4                  | 20                 | 18                 | 22                 | 75                 | 9                  | 75                 | –                  | 13                 | - Sprzedaż światowa: 950.000+ - Sprzedaż US: 450.000                       |
| 2015 | Stadium - Czwarty studyjny album - Data wydania: 2015 - Format: digital App                       | Do wydania         | Do wydania         | Do wydania         | Do wydania         | Do wydania         | Do wydania         | Do wydania         | Do wydania         | Do wydania         | Do wydania         | Do wydania         | Do wydania                                                                 |

## Single
| Rok  | Tytuł                                                                | Album        | Pozycje na listach | Pozycje na listach | Pozycje na listach | Pozycje na listach | Pozycje na listach | Pozycje na listach | Pozycje na listach | Pozycje na listach | Pozycje na listach | Pozycje na listach | Pozycje na listach |
| Rok  | Tytuł                                                                | Album        | WW                 | US                 | US R&B             | US Pop             | UK                 | AUS                | GER                | FRA                | SWI                | AUT                | SWE                |
| ---- | -------------------------------------------------------------------- | ------------ | ------------------ | ------------------ | ------------------ | ------------------ | ------------------ | ------------------ | ------------------ | ------------------ | ------------------ | ------------------ | ------------------ |
| 2004 | „Locked Up” (featuring Styles P)                                     | Trouble      | 35                 | 8                  | 6                  | 7                  | 5                  | 33                 | 15                 | 12                 | 19                 | 64                 | –                  |
| 2005 | „Ghetto”                                                             | Trouble      | –                  | 92                 | 53                 | –                  | –                  | –                  | –                  | –                  | –                  | –                  | –                  |
| 2005 | „Lonely”                                                             | Trouble      | 3                  | 4                  | 57                 | 1                  | 1                  | 1                  | 1                  | 2                  | 1                  | 1                  | 2                  |
| 2005 | „Belly Dancer (Bananza)”                                             | Trouble      | 36                 | 30                 | –                  | 31                 | 5                  | 23                 | 32                 | 45                 | 40                 | 54                 | –                  |
| 2005 | „Pot of Gold”                                                        | Trouble      | –                  | –                  | –                  | –                  | –                  | –                  | 95                 | –                  | –                  | –                  | –                  |
| 2006 | „Smack That” (featuring Eminem)                                      | Konvicted    | 2                  | 2                  | 34                 | 1                  | 1                  | 2                  | 5                  | 4                  | 3                  | 9                  | 3                  |
| 2006 | „I Wanna Love You” (featuring Snoop Dogg)                            | Konvicted    | 4                  | 1                  | 3                  | 2                  | 3                  | 6                  | 14                 | –                  | 16                 | 29                 | 19                 |
| 2007 | „Don’t Matter”                                                       | Konvicted    | 6                  | 1                  | 5                  | 9                  | 3                  | 9                  | 29                 | 6                  | 19                 | 31                 | 23                 |
| 2007 | „Mama Africa”                                                        | Konvicted    | –                  | –                  | –                  | –                  | 47                 | –                  | –                  | –                  | –                  | –                  | –                  |
| 2007 | „Sorry, Blame It on Me”                                              | Konvicted    | 22                 | 7                  | 104                | 20                 | 22                 | 26                 | –                  | 10                 | 46                 | –                  | 6                  |
| 2007 | „Never Took the Time”                                                | Konvicted    | –                  | –                  | –                  | –                  | –                  | –                  | –                  | –                  | –                  | –                  | –                  |
| 2008 | „I Can’t Wait” (featuring T-Pain)                                    | Konvicted    | –                  | –                  | –                  | –                  | –                  | –                  | –                  | –                  | –                  | –                  | –                  |
| 2008 | „Hold My Hand” (featuring Michael Jackson)                           | Michael      | –                  | 39                 | 33                 | 38                 | 10                 | 37                 | 7                  | 27                 | 9                  | 9                  | 8                  |
| 2008 | „Right Now (Na Na Na)”                                               | Freedom      | 7                  | 8                  | 92                 | 9                  | 6                  | 17                 | 44                 | 8                  | 15                 | 38                 | 48                 |
| 2008 | „I’m So Paid” (featuring Lil Wayne)                                  | Freedom      | –                  | 31                 | 47                 | –                  | 59                 | –                  | –                  | –                  | –                  | –                  | 21                 |
| 2009 | „Beautiful” (feat. Colby O’Donis & Kardinal Offishall)               | Freedom      | 31                 | 19                 | –                  | –                  | 52                 | –                  | –                  | –                  | –                  | –                  | –                  |
| 2009 | „Troublemaker” (feat. Sweet Rush)                                    | Freedom      | –                  | 97                 | –                  | –                  | –                  | –                  | –                  | –                  | –                  | –                  | –                  |
| 2009 | „We Don’t Care”                                                      | Freedom      | –                  | –                  | –                  | 61                 | 91                 | –                  | –                  | –                  | –                  | –                  | –                  |
| 2009 | „Number 1 Girl” (feat Ice Cube, R. Kelly, Juelz Santana & Jim Jones) | singel promo | –                  | –                  | –                  | –                  | –                  | –                  | –                  | –                  | –                  | –                  | –                  |
| 2010 | „Angel”                                                              | Stadium      | 62                 | –                  | 31                 | –                  | –                  | –                  | –                  | –                  | –                  | –                  | –                  |
| 2010 | „Give It to 'Em” (feat. Rick Ross)                                   | Stadium      | 84                 | –                  | –                  | –                  | –                  | –                  | –                  | –                  | –                  | –                  |                    |

### Gościnnie
| Rok  | Tytuł                                                                                           | Pozycje na listach | Pozycje na listach | Pozycje na listach | Pozycje na listach | Pozycje na listach | Pozycje na listach | Album                                     |
| Rok  | Tytuł                                                                                           | US                 | US R&B             | UK                 | AUS                | GER                | FRA                | Album                                     |
| ---- | ----------------------------------------------------------------------------------------------- | ------------------ | ------------------ | ------------------ | ------------------ | ------------------ | ------------------ | ----------------------------------------- |
| 2004 | „Find Us” (The Beatnuts feat. Akon)                                                             | –                  | –                  | –                  | –                  | –                  | –                  | Milk Me                                   |
| 2005 | „Keep on Calling” (P-Money feat. Akon)                                                          | –                  | –                  | –                  | –                  | –                  | –                  | P-Money\| Magic City                      |
| 2005 | „Baby I’m Back” (Baby Bash feat. Akon)                                                          | 9                  | 52                 | –                  | –                  | –                  | –                  | Super Saucy/Trouble (Deluxe Edition)      |
| 2005 | „Soul Survivor” (Young Jeezy feat. Akon)                                                        | 4                  | 1                  | 16                 | –                  | 74                 | –                  | Let’s Get It: Thug Motivation 101         |
| 2005 | „Moonshine” (Savage feat. Akon)                                                                 | –                  | –                  | –                  | 9                  | –                  | –                  | Moonshine                                 |
| 2006 | „Girls” (Beenie Man feat. Akon)                                                                 | –                  | 47                 | –                  | –                  | –                  | –                  | Undisputed                                |
| 2006 | „Snitch” (Obie Trice feat. Akon)                                                                | –                  | 47                 | 44                 | 39                 | –                  | 58                 | Second Round’s on Me                      |
| 2006 | „I Am Not My Hair” (India.Arie feat. Akon)                                                      | 97                 | 47                 | 65                 | –                  | –                  | –                  | Testimony: Vol. 1, Life & Relationship    |
| 2007 | „The Sweet Escape” (Gwen Stefani feat. Akon)                                                    | 2                  | –                  | 2                  | 2                  | 6                  | 4                  | The Sweet Escape                          |
| 2007 | „I Tried” (Bone Thugs-n-Harmony feat. Akon)                                                     | 6                  | –                  | 69                 | –                  | –                  | –                  | Strength and Loyalty                      |
| 2007 | „We Takin’ Over” (DJ Khaled feat. Akon, T.I., Rick Ross, Fat Joe, Lil Wayne & Bryan Williams)   | 28                 | 26                 | –                  | –                  | –                  | –                  | We the Best                               |
| 2007 | „Bartender” (T-Pain feat. Akon)                                                                 | 5                  | 9                  | –                  | –                  | –                  | –                  | Epiphany                                  |
| 2007 | „The Way She Moves” (Zion feat. Akon)                                                           | 121                | –                  | –                  | –                  | –                  | –                  | The Perfect Melody                        |
| 2007 | „Sweetest Girl (Dollar Bill)” (Wyclef Jean feat. Akon, Niia & Lil Wayne)                        | 12                 | 110                | 66                 | 28                 | 30                 | –                  | Carnival Vol. II: Memoirs of an Immigrant |
| 2007 | „Graveyard Shift” (Kardinal Offishall feat. Akon)                                               | –                  | –                  | –                  | –                  | –                  | –                  | Not 4 Sale                                |
| 2007 | „Hypnotized” (Plies feat. Akon)                                                                 | 14                 | 22                 | –                  | –                  | –                  | –                  | The Real Testament                        |
| 2007 | „Get Buck in Here” (DJ Felli Fel feat. Diddy, Akon, Ludacris & Lil Jon)                         | 41                 | 87                 | –                  | –                  | –                  | –                  | Go DJ!                                    |
| 2007 | „9MM” (David Banner feat. Akon, Lil Wayne & Snoop Dogg)                                         | –                  | 66                 | –                  | –                  | –                  | –                  | Greatest Story Ever Told                  |
| 2007 | „Certified” (Glasses Malone feat. Akon)                                                         | –                  | 85                 | –                  | –                  | –                  | –                  | Beach Cruiser: The Story                  |
| 2007 | „I’ll Still Kill” (50 Cent feat. Akon)                                                          | 95                 | 52                 | –                  | 99                 | 28                 | –                  | Curtis                                    |
| 2008 | „Wanna Be Startin’ Somethin’ 2008” (& Michael Jackson)                                          | 81                 | –                  | 69                 | 8                  | 63                 | 65                 | Thriller 25                               |
| 2008 | „What You Got” (Colby O’Donis feat. Akon)                                                       | 14                 | 84                 | –                  | –                  | –                  | –                  | Colby O                                   |
| 2008 | „Dangerous” (Kardinal Offishall feat. Akon)                                                     | 7                  | 76                 | –                  | 50                 | –                  | –                  | Not 4 Sale                                |
| 2008 | „Frozen” (Tami Clynn feat. Akon)                                                                | –                  | –                  | –                  | –                  | –                  | –                  | Prima Donna                               |
| 2008 | „What’s Love” (Shaggy feat. Akon)                                                               | –                  | –                  | –                  | –                  | –                  | –                  | Intoxication                              |
| 2008 | „Out Here Grindin” (DJ Khaled feat. Akon, Rick Ross, Plies, Lil Boosie, Ace Hood & Trick Daddy) | 38                 | 36                 | –                  | –                  | –                  | –                  | We Global                                 |
| 2008 | „Am I Dreaming” (Kat DeLuna feat. Akon)                                                         | –                  | –                  | –                  | –                  | –                  | 53                 | 9 Lives                                   |
| 2008 | „Body on Me” (Nelly feat. Akon & Ashanti)                                                       | 75                 | 69                 | 17                 | –                  | –                  | –                  | Brass Knuckles The Declaration            |
| 2008 | „Wake It Up” (E-40 feat. Akon)                                                                  | 117                | 87                 | 97                 | –                  | –                  | –                  | The Ball Street Journal                   |
| 2009 | „Dreamgirl” (Tay Dizm feat. Akon)                                                               | 118                | –                  | –                  | –                  | –                  | –                  | Welcome To The New World                  |
| 2009 | „Day Dreaming” (DJ Drama feat. Akon, Snoop Dogg & T.I.)                                         | –                  | –                  | –                  | –                  | –                  | –                  | Gangsta Grillz II: The Album              |
| 2009 | „One” (Fat Joe feat. Akon)                                                                      | –                  | –                  | –                  | –                  | –                  | –                  | Jealous Ones Still Envy 2 (J.O.S.E. 2)    |
| 2009 | „Just Go” (Lionel Richie feat. Akon)                                                            | –                  | –                  | 52                 | –                  | –                  | –                  | Just Go                                   |
| 2009 | „Stuck With Each Other” (Shontelle feat. Akon)                                                  | –                  | –                  | 23                 | –                  | –                  | –                  | Shontellgence                             |
| 2009 | „Overtime” (Ace Hood feat. T-Pain & Akon)                                                       | 119                | –                  | –                  | –                  | –                  | –                  | Ruthless                                  |
| 2009 | „All Up 2 You” (Aventura feat. Akon, Wisin & Yandel)                                            | –                  | –                  | –                  | –                  | –                  | –                  | The Last                                  |
| 2009 | „Sexy Bitch” (David Guetta feat. Akon)                                                          | 7                  | –                  | 1                  | 1                  | 1                  | 2                  | One Love                                  |
| 2009 | „Let’s Get Crazy” (Cassie feat. Akon & LMFAO)                                                   | –                  | –                  | –                  | –                  | –                  | –                  | Electro Love                              |
| 2009 | „Shut It Down” (Pitbull feat. Akon)                                                             | 42                 | –                  | 33                 | –                  | –                  | –                  | Rebelution                                |
| 2010 | „Available” (Flo Rida feat. Akon)                                                               | –                  | –                  | –                  | –                  | –                  | –                  | R.O.O.T.S.                                |
| 2010 | „Hold On Tight” (Jay-J feat. Qwes, Akon & Tariq L)                                              | –                  | –                  | –                  | –                  | –                  | –                  | bd.                                       |
| 2010 | „We Are the World 25 for Haiti” (Various Artists)                                               | –                  | –                  | –                  | –                  | –                  | –                  |                                           |
| 2010 | „Push Push” (Kat DeLuna feat. Akon)                                                             | –                  | –                  | –                  | –                  | –                  | –                  | Inside Out                                |
| 2010 | „Body Bounce” (Kardinal Offishall feat. Akon)                                                   | –                  | –                  | –                  | –                  | –                  | –                  | Mr International                          |
| 2010 | „U Wanna Touch Me” (Nivea feat. Akon & Rasheeda)                                                | –                  | –                  | –                  | –                  | –                  | –                  | bd.                                       |
| 2010 | „Ayo Technology (Right Now Remix)” (DJ Ifty feat. Akon, 50 Cent, Justin Timberlake & Timbaland) | –                  | –                  | –                  | –                  | –                  | –                  | non album single                          |
| 2010 | „Move That Body” (Nelly feat. Akon & T-Pain)                                                    | 54                 | –                  | –                  | –                  | –                  | –                  | 5.0                                       |
| 2010 | „Strawberry Letter 23" (Quincy Jones feat. Akon)                                                | –                  | –                  | –                  | –                  | –                  | –                  | Q Soul Bossa Nostra                       |
| 2010 | „Kush” (Dr. Dre feat. Snoop Dogg & Akon)                                                        | 34                 | 43                 | 57                 | –                  | –                  | –                  | Detox                                     |
| 2010 | „I Just Had Sex” (The Lonely Island feat. Akon)                                                 | 30                 | –                  | 68                 | 10                 | –                  | –                  | The Dudes                                 |
| 2011 | „Who Dat Girl” (Flo Rida feat. Akon)                                                            | 29                 | –                  | –                  | –                  | –                  | –                  | Only One Flo (Part 1)                     |
| 2011 | „By My Side” (Trazz feat. Akon)                                                                 | –                  | –                  | –                  | –                  | –                  | –                  | Unknown                                   |
| 2011 | „Dirty Situation” (Mohombi feat. Akon)                                                          | –                  | –                  | –                  | –                  | –                  | 28                 | MoveMeant                                 |
| 2011 | „One Day (Remix)” (Matisyahu feat. Akon)                                                        | 85                 | –                  | –                  | –                  | –                  | –                  | Light                                     |
| 2012 | „Famous” (Robert M & Matheo feat. Akon & Tony T & Desa)                                         | –                  | –                  | –                  | –                  | –                  | –                  | bd.                                       |
| 2016 | „Heatwave” (Robin Schulz feat. Akon)                                                            | –                  | –                  | –                  | –                  | –                  | –                  |                                           |
| 2016 | „Tell Me We’re Ok” (DJ Hardwerk feat. Akon)                                                     | –                  | –                  | –                  | –                  | –                  | –                  |                                           |
| 2017 | „YES” (Sam Feldt feat. Akon)                                                                    | –                  | –                  | –                  | –                  | –                  | –                  |                                           |
| 2017 | „Til the Sun Rise Up” (Bob Sinclar feat. Akon)                                                  | –                  | –                  | –                  | –                  | –                  | –                  |                                           |

### Single wyprodukowane przez Akona
- 2004: „Locked Up” (Akon feat. Styles P)
- 2005: „Lonely” (Akon)
- 2005: „Ghetto” (Akon)
- 2005: „Belly Dancer (Bananza)” (Akon)
- 2005: „Pot of Gold” (Akon)
- 2005: „Soul Survivor” (Young Jeezy feat. Akon)
- 2005: „Baby I’m Back” (Baby Bash featuring Akon)
- 2006: „Snitch” (Obie Trice feat. Akon)
- 2006: „Girls” (Beenie Man feat. Akon)
- 2006: „I Wanna Love You” (Akon featuring Snoop Dogg)
- 2006: „The Sweet Escape” (Gwen Stefani feat. Akon)
- 2007: „Don’t Matter” (Akon)
- 2007: „Never Never” (Brick & Lace)
- 2007: „I Tried” (Bone Thugs-n-Harmony feat. Akon)
- 2007: „Get That Clear (Hold Up)” (Brick & Lace)
- 2007: „The Way She Moves” (Zion feat. Akon)
- 2007: „Hypnotized” (Plies feat. Akon)
- 2007: „Losing It” (Rock City feat. Akon)
- 2007: „Boyz (Remix)” (M.I.A. feat. Akon & Rock City)
- 2007: „Puakenikeni” (Nicole Scherzinger feat. Brick & Lace)
- 2007: „Do Right” (Mario)
- 2008: „Just Dance” (Lady Gaga)
- 2008: „Forgive Me” (Leona Lewis)

### Gościnnie na albumach
- 1996 „Fu-Gee-La” (Sly & Robbie remix) (Fugees feat. John Forte & Akon)
- 1999 „Hey Mama” (Don Yute feat. Akon)
- 2000 „This Boy Here” (Quabo Gold feat. Akon)
- 2001 „Sit Down Somewhere” (Que Bo Gold feat. Akon & Rere)
- 2001 „Lil’ Buddy” (Que Bo Gold feat. Akon, Rasheeda & Polo)
- 2001 „Block to Block” (Rasheeda feat. Akon)
- 2002 „The New Message (Kalifornia Remix)” (Kam feat. Akon)
- 2002 „Heart Failure” (Impulss feat. Akon)
- 2004 „Rebel Musik” (Monsieur R feat. Akon)
- 2005 „Make It Hot” (Rasheeda feat. Akon)
- 2005 „Keep Up” (20 East feat. Akon)
- 2005 „Lost Ones” (Hushh Ent feat. Paperboyz & Akon)
- 2005 „Moonshine” (Savage feat. Akon)
- 2005 „Baby I’m Back” (Baby Bash feat. Akon)
- 2005 „No Way Jose” (Baby Bash feat. Akon)
- 2005 „He’s Leavin” (Leah Beabout feat. Akon) (unreleased)
- 2005 „Kill The Dance” (Kardinal Offishall feat. Akon)
- 2005 „Psalm 91" (Trinity Chris feat. Akon)
- 2005 „So Cold” (Ric-A-Che feat. Akon)
- 2005 „Look At Me Now” (Norfolk Little feat. Akon)
- 2005 „So Fly” (Blewz feat. Akon)
- 2005 „Little Do They Know” (Allstars feat. Akon)
- 2005 „Soul Survivor” (Young Jeezy feat. Akon)
- 2005 „Soul Survivor (remix)” (Young Jeezy feat. Akon, Boyz n da Hood & Jim Jones)
- 2005 „Can You Believe It” (Styles P feat. Akon)
- 2005 „All My Life” (Styles P feat. Akon)
- 2005 „Back Again” (KAI feat. Akon)
- 2005 „Keep on Callin” (P Money feat. Akon)
- 2005 „Keep on Callin’ (remix)” (Sway DaSafo feat. Akon)
- 2005 „Drop” (Milano feat. Akon)
- 2005 „Come Home” (Play-N-Skillz feat. Akon)
- 2005 „Stay Down” (Ruff Ryders feat. Flashy & Akon)
- 2005 „Hustler’s Story” (The Notorious B.I.G. feat. Scarface, Big Gee and Akon)
- 2005 „Miss Melody” (Miri Ben-Ari feat. Akon)
- 2005 „Ghetto Soldier” (Miri Ben-Ari feat. Akon and Beenie Man)
- 2005 „Bananza (Belly Dancer remix)” (feat. Kardinal Offishall)
- 2006 „Private” (One Chance feat. Akon)
- 2006 „She Wanna Ride” (Capone feat. Akon)
- 2006 „Wacha Gonna Do” (Brian McKnight feat. Akon and Juvenile)
- 2006 „Thats All I Know” (Kira feat. Akon, B.I.G., Keith Murray and G-Dep)
- 200? „Thats All I Know /(Still On The Block)” (Webbz feat. Akon)
- 2006 „Gun In My Hand” (Booba feat. Akon)(french song)
- 2006 „Mr. Martin” (Pras Michel feat. Akon)
- 2006 „I Promise You (Akon Pop remix)” (Elvis White feat. Akon)
- 2006 „I Promise You (Akon Club remix)” (Elvis White feat. Akon)
- 2006 „U Got Me” (T-Pain feat. Akon)
- 2006 „Ur Not the Same” (T-Pain feat. Akon)
- 2006 „Party Gets Hot Tonight” (Rah Digga feat. Akon)
- 2006 „Find Us” (The Beatnuts feat. Akon)
- 2006 „Presidential (Remix)” (Youngbloodz feat. Akon)
- 2006 „I Am Not My Hair (Konvict remix) (India.Arie feat. Akon)
- 2006 „Slow Wind Remix” (R. Kelly feat. Akon & Sean Paul)
- 2006 „Never Gonna Get It” (Sean Biggs feat. Topic & Akon)
- 2006 „Some More” (Keith Sweat feat. Akon)
- 2006 „Street Life” (Azad feat. Akon)
- 2006 „Watch Your Movements” (Black Rob feat. Akon)
- 2006 „On the Block All Day” (Serius Jones feat. Akon)
- 2006 „Im Real” (Bleu Davinci feat. Akon)
- 2006 „Hood Times” (Big Adept feat. Akon)
- 2006 „Home Invaders” (Paperview feat. Akon)
- 2006 „Drop That Booty” (Paperview feat. Akon, Red Cafe)
- 2006 „Ready To” (Reynos feat. Akon)
- 2006 „Murderer Part II” (Uncle Murda feat. Akon)
- 2006 „Ride Out” (Tru Life feat. Akon)
- 2006 „Clack Clack” (Red Cafe feat. Akon)
- 2006 „Girls” (Beenie Man feat. Akon)
- 2006 „Snitch” (Obie Trice feat. Akon)
- 2006 „Look Me in My Eyes” (Blast feat. Akon)
- 2006 „Let It Clap” (Rasheeda feat. Akon)
- 2006 „I Wonder” (Smitty feat. Akon)
- 2006 „Cross That Line” (Rick Ross feat. Akon)
- 2006 „Ghetto Story Chapter 3" (Cham feat. Akon)
- 2006 „Go To War” (Papoose feat. Akon)
- 2006 „I Wanna F*ck You” (Plies feat. Akon)
- 2006 „Put It on Me” (Blewz feat. Akon)
- 2006 „Watch Out” (DJ Khaled feat. Akon, Styles P, Fat Joe, Rick Ross)
- 2006 „Coulibaly (Akon Remix)” (Amadou and Mariam feat. Akon)
- 2006 „Survivor” (40 Cal. feat. Akon)
- 2006 „Hold on Tight” (Qwes feat. Akon)
- 2006 „Hard” (Balboa feat. Akon, Jody Breeze & Killer Mike)
- 2006 „Dyoing Dyoing Dyoing” (Ray Black feat. Akon)
- 2006 „Boss’ Life” (Snoop Dogg feat. Akon)
- 2006 „Ridin’ Overseas” (Chamillionaire feat. Akon)
- 2006 „Plentimo” (Gypsy Stokes feat. Akon)
- 2006 „Gangsta” (Big Floaty feat. Akon)
- 2006 „Exclusive” (Rhatt feat. Akon)
- 2007 „The Sweet Escape” (Gwen Stefani feat. Akon)
- 2007 „The Sweet Escape (Konvict remix)” (Gwen Stefani feat. Akon)
- 2007 „I Tried” (Bone Thugs-n-Harmony feat. Akon)
- 2007 „Never Forget Me” (Bone Thugs-n-Harmony feat. Akon)
- 2007 „Dubhop” (Tariq L feat. Akon)
- 2007 „We Do” {Ginuwine feat. 404 Soldierz & Akon}
- 2007 „Be Easy” (G.A.G.E. feat. Akon)
- 2007 „What I’m Gonna Do” (G.A.G.E. feat. Akon)
- 2007 „On Me” (Lil Fizz feat. Akon)
- 2007 „Ok” (Brasco feat. Akon)
- 2007 „Natural Born Hustler” (Trey Songz feat. Akon)
- 2007 „I’m So Fly” (Juvenile feat. Akon)
- 2007 „Exhausted From Ballin” (Kasual feat. Akon)
- 2007 „We Takin’ Over” (DJ Khaled feat. Akon, T.I., Rick Ross, Fat Joe, Birdman, & Lil Wayne)
- 2007 „We Takin’ Over (remix) (DJ Khaled feat. Akon, Lil Kim, R. Kelly, T-Pain & Young Jeezy)
- 2007 „Kalifornia” (Yukmouth feat. Akon (samples hook from ‘The New Message’)
- 2007 „Nobody (Don’t Matter) (Official remix)” (Nivea feat. Akon)
- 2007 „Nobody (Don’t Matter)” (Candace Jones feat. Akon)
- 2007 „I Wanna Fuck You (remix)” (Snoop Dogg feat. Akon)
- 2007 „Eyes on You” (Styles P feat. Akon)
- 2007 „Change Up” (Fabolous feat. Akon)
- 2007 „Naturel Charm” (Trey Songz feat. Akon)
- 2007 „Untitled/Locked Up Again” (Foxy Brown feat. Akon)
- 2007 „The Way She Moves” (Zion feat. Akon)
- 2007 „Do You Feel Me” (Rosco feat. Akon and Jadakiss)
- 2007 „Bartender” (T-Pain feat. Akon)
- 2007 „Bartender (remix)” (T-Pain feat. Akon & Ghostface Killah)
- 2007 „Gangsta Bop” (The Game feat. Akon)
- 2007 „You’ll Never Forget Me” (Gwop Gang feat. Akon)
- 2007 „Who the Fuck Is That” (Dolla feat. Akon & T-Pain)
- 2007 „On My Trail” (L.A. feat. Akon)
- 2007 „Club Rockin” (Cardan feat. Akon)
- 2007 „Paradise” (Quiarre Lee feat. Akon)
- 2007 „Bring it On” (Daddy Yankee feat. Akon)
- 2007 „I’ll Still Kill” (50 Cent feat. Akon)
- 2007 „Keep on Callin” (Joell Ortiz feat. Akon)
- 2007 „Outlaw” (40 Cal. feat. Akon)
- 2007 „By My Side” (Tugg Boat feat. Akon)
- 2007 „That’s Right” (Three 6 Mafia feat. Akon)
- 2007 „Graveyard Shift” (Kardinal Offishall feat. Akon)
- 2007 „The Verdict” (Juvenile feat. Akon)
- 2007 „Street Riders” (The Game feat. Akon & Nas)(2007, 2008)
- 2007 „Certified” (Glasses Malone feat. Akon)
- 2007 „Get Buck In Here” (DJ Felli Fel feat. Diddy, Ludacris, Lil Jon & Akon)
- 2007 „Presentation” (Munga feat. Akon)
- 2007 „Sweetest Girl (Dollar Bill)” (Wyclef Jean feat. Akon, Lil Wayne & Nia)
- 2007 „Sweetest Girl (remix)” (Wyclef Jean feat. Akon, Lil Wayne & Raekwon)
- 2007 „On tha Block” (Gonzoe feat. Akon & Rosco Umali)
- 2007 „Back on the Block” (Beanie Sigel feat. Akon)
- 2007 „All I Know” (Hell Rell feat. Akon)
- 2007 „Hypnotized” (Plies feat. Akon)
- 2007 „Messed Up” (Chingy feat. Akon)
- 2007 „What’s Love” (Shaggy feat. Akon)
- 2007 „Natural Born Hustla” (Cyssero feat. Akon, 4 Corners & killaQueenz)
- 2007 „Losing It” (Rock City feat. Akon)
- 2007 „Clear the Air” (Busta Rhymes feat. Akon & Shabba Ranks)
- 2007 „Soldier” (Tiken Jah Fakoly feat. Akon)
- 2007 „Do Right” (Mario feat. Akon)
- 2007 „What You Got” (Colby O’Donis feat. Akon)
- 2007 „That’s Me” (Big Adept feat. Akon)
- 2007 „That’s Me (Remix)” (615 feat. Akon)
- 2007 „On The Run” (Brisco feat. Flo-Rida and Akon)
- 2007 „Rush” (Akon Feat.Kardinal Offishall)
- 2007 „Smalltime Gangster” (NOX Feat.Akon)
- 2008 „Hold My Hand” (Michael Jackson feat. Akon)
- 2008 „Baby Come Back To Me” (Vanessa Hudgens feat. Akon)
- 2008 „Borrow U” (40 Glocc ft. Akon)
- 2008 „Take You Away” (Colby O’Donis Feat. Akon & Romeo)
- 2008 „Wanna Be Startin’ Somethin’ 2008” (Michael Jackson feat. Akon and Will.I.Am)
- 2008 „One False Move” (C-Murder feat. Akon)
- 2008 „Sucker For Love” (Jason Miller) feat. Akon)
- 2008 „Dangerous” (Kardinal Offishall feat. Akon)
- 2008 „Move On” (Varsity feat. Akon)
- 2008 „Just Dance” (Lady Gaga feat. Colby O’Donis and Akon)
- 2008 „Shawty” (Kaye Styles feat. Akon)
- 2008 „Frozen” (Tami Chynn feat. Akon)
- 2008 „Plenty Mo” (Stacee Adams feat. Akon)
- 2008 „Everywhere You Go” (Orlando Brown feat. Akon)
- 2008 „Get Low Wit It” (Romeo feat. Akon)
- 2008 „All I Know” (Roccett feat. Akon)
- 2008 „Hustle Man” (Hot Rod feat. Akon & Freeway)
- 2008 „Doing Doing” (Ray L feat. Akon)
- 2008 „So In Lust” (Hunt feat. Akon)
- 2008 „Body on Me” (Ashanti feat. Nelly & Akon)
- 2008 „I’m So Fly” (DJ Green Lantern feat. Akon, Fabolous & Fat Joe)
- 2008 „Out Here Grindin” (DJ Khaled feat. Akon, Rick Ross, Plies, Lil Boosie, Trick Daddy, Lil Wayne, and Ace Hood)
- 2008 „Am I Dreaming” (Kat Deluna feat. Akon)
- 2008 „Shawty (official remix)” (Son-D-Lyte feat. Akon & Kaye Styles)
- 2008 „Dream Big” (Crooked I feat. Akon)
- 2008 „Come On In” (Sean Garrett feat. Akon)
- 2008 „Bye Bye (Remix)” (Mariah Carey feat. Akon & Lil Wayne)
- 2008 „Wake It Up” (E-40 feat. Akon)
- 2008 „Toss It Up” (Flipsyde feat. Akon)
- 2008 „Hold My Hand” (Akon feat. Michael Jackson)
- 2008 „Saviour Tonight” (Akon)
- 2008 „Keep On Callin'” (Akon & Joell Ortiz)
- 2008 „Hold It Down” (Joell Ortiz ft. Akon)
- 2008 „Just Dance” (Lady GaGa feat. Colby O Donis & Akon)
- 2008 „Who the Fuck Is That? [Remix]” (Dolla feat. Akon, T-Pain & Tay Dizm)
- 2008 „Like I Never Left” (Whitney Houston feat. Akon)
- 2008 „Hard As Hell” (UGK feat. Akon)
- 2008 „Tomorrow” (Saschali feat. Akon)
- 2008 „Untitled” (Ciara feat. Akon)
- 2008 „On The Run” (Rick Ross feat. Akon, Flo-Rida & Brisco)
- 2008 „Cocaine Cowboy” (DJ Khaled feat. Akon)
- 2008 „Changed Man” (Nino Bliss feat. Akon)
- 2008 „You’re the Reason” (Niggalas Cage feat. Akon)
- 2008 „Gangsta Party” (The Game feat. Akon)
- 2008 „Mic Check” (Keri Hilson feat. Akon)
- 2008 „Criminal Minded (Freck Billionaire feat. Akon)
- 2008 „Girl on Fire” (Paul Wall feat. Akon)
- 2008 „Guarantee” (Flo Rida feat. Akon)
- 2008 „Gangsta (Remix) (Royce da 5'9 feat. Akon)
- 2008 „Kung Fu Fighting” (Tami Chynn feat. Akon)
- 2008 „Ready to Go” (DJ Felli Fel feat. Akon, Pitbull, and Chino XL)
- 2008 „She’s So Fine” (Akon feat. Dolla)
- 2008 „Work It Out” (Akon feat. Keyshia Cole)
- 2008 „Take It Back” (Akon)
- 2008 „Silver and Gold” (Sway feat. Akon)
- 2008 „Bend That Ass Ova” (Akon)
- 2008 „Hero” (T.I. feat Akon)
- 2008 „Don’t Believe Them” (Busta Rhymes feat. Akon & T.I.)
- 2008 „It Aint Me” (T-Pain feat. Akon & T.I.)
- 2008 „Change” (T-Pain feat. Akon, Diddy & Mary J. Blige)
- 2008 „Can’t Stop” (Ace Hood feat. Akon)
- 2008 „Shawty Got Me Excited” (Juvenile feat. Akon)
- 2008 „Arab Money (Remix)” (Busta Rhymes feat. Ron Browz, Akon, Diddy, T-Pain, Swizz Beatz, and Lil Wayne)
- 2008 „Day Dreamin” (DJ Drama feat. Akon and Snoop Dogg)
- 2008 „The Champ is Here” (T.I. feat. Akon)
- 2008 „Keeping Me Smiling” (Young Hot Rod feat. Akon)
- 2008 „Get By” (Akon)
- 2008 „Dreamer” (Akon)
- 2008 „Ghetto Song” (Akon)
- 2008 „Never Look Back Again” (Akon)
- 2008 „Makin Me” (R. Kelly feat. Akon)
- 2008 „Dream Girl” (Tay Dizm feat. Akon)
- 2008 „The Reason” (Akon ft. Bobby Moon)
- 2009 „Stuck With Each Other” (Shontelle ft. Akon)
- 2009 „Just Go” (Lionel Richie feat. Akon)
- 2009 „Emergency Room” (Rihanna feat. Akon)
- 2009 „Hands In The Sky” (Tone Trump feat. Akon and Birdman)
- 2009 „One” (Fat Joe feat. Akon)
- 2009 „Angel Eyez” (Play-N-Skillz feat. Akon)
- 2009 „Please Don’t Do That” (Slim Thug feat. Akon)
- 2009 „Yalli Nassini” (Melissa feat. Akon)
- 2010 „Celebrity” (Lloyd Banks feat. Akon)